# Евчук, Варвара
Варвара Евчук (другие фамилии — Егорова, Чувина) — российский театральный художник-постановщик, художник по костюмам, реставратор. Спектакли с разработанными ею костюмами неоднократно ставились на сцене Мариинского театра.

## Биография
В 2004 году окончила Санкт-Петербургское художественное училище имени Н. К. Рериха по специальности «реставрация»; в 2010 году — постановочный факультет Санкт-Петербургской академии театрального искусства по специальности «художник-постановщик и художник по костюмам музыкального и драматического театров». Ещё будучи студенткой академии, была художником-декоратором нескольких спектаклей Мариинского театра. В том же театре была художником по костюмом ещё двух оперных постановок (в 2009 и 2011 годах).
В качестве художника-постановщика и художника по костюмам принимала участие в постановке большого числа спектаклей во множестве драматических и оперных театров России. В 2010—2014 годах создавала костюмы для танцевальных номеров молодёжного хореографического ансамбля «Калинка», Русского фольклорного театра «Морошка».
Участвовала в нескольких художественных выставках. Занимается реставрационной деятельностью.

## Участие в театральных постановках
| Год  | Название спектакля                                      | Театр                                                                            | Роль                                                               |
| ---- | ------------------------------------------------------- | -------------------------------------------------------------------------------- | ------------------------------------------------------------------ |
| 2005 | «Мадам Баттерфлай»                                      | Мариинский театр                                                                 | Художник-декоратор                                                 |
| 2005 | «Волшебный орех»                                        | Мариинский театр                                                                 | Художник-декоратор                                                 |
| 2005 | «Сказка о царе Салтане»                                 | Мариинский театр                                                                 | Художник-декоратор                                                 |
| 2005 | «Путешествие в Реймс»                                   | Мариинский театр                                                                 | Художник-декоратор                                                 |
| 2008 | «Ночь перед Рождеством»                                 | Мариинский театр                                                                 | Художник по костюмам                                               |
| 2009 | «Одиннадцатая заповедь»                                 | Государственный драматический театр им. Коста Хетагурова Республики Южная Осетия | Художник по костюмам                                               |
| 2010 | «Два письма»                                            | Стерлитамакский русский драматический театр                                      | Художник-постановщик                                               |
| 2010 | «New-York. Salto»                                       | Рязанский государственный областной театр юного зрителя                          | Художник-постановщик                                               |
| 2010 | «Невольницы»                                            | Кинешемский драматический театр имени А. Н. Островского                          | Художник-постановщик                                               |
| 2010 | «Приключения Пиноккио»                                  | Северо-Осетинский театр оперы и балета                                           | Художник-постановщик                                               |
| 2011 | «Станционный смотритель»                                | Мариинский театр                                                                 | Художник по костюмам                                               |
| 2011 | «Затмение»                                              | Башкирский театр драмы имени Мажита Гафури                                       | Художник-постановщик                                               |
| 2011 | «Семь красавиц»                                         | Башкирский театр оперы и балета                                                  | Художник по костюмам и художник-декоратор                          |
| 2011 | «Вальпургиева ночь»                                     | Чувашский театр оперы и балета                                                   | Художник-постановщик                                               |
| 2011 | «Кармен»                                                | Северо-Осетинский театр оперы и балета                                           |                                                                    |
| 2011 | «Ромео и Джульетта»                                     | Владикавказ[какой театр?]                                                        |                                                                    |
| 2012 | «Цена счастья»                                          | Башкирский театр драмы имени Мажита Гафури                                       | Художник                                                           |
| 2012 | «Руди. Never off»                                       | Башкирский театр драмы имени Мажита Гафури                                       | Художник-постановщик                                               |
| 2012 | «Спящая красавица»                                      | Чебоксары[какой театр?]                                                          |                                                                    |
| 2012 | «Трубадур»                                              | Северо-Осетинский театр оперы и балета                                           |                                                                    |
| 2013 | «Затмение»                                              | Татарский театр имени Галиасгара Камала                                          | Художник-постановщик                                               |
| 2013 | «Легенды Востока» («Шехеразада» и «Клеопатра»)          | Владикавказ[какой театр?]                                                        |                                                                    |
| 2014 | «Брак по-итальянски»                                    | Владикавказ[какой театр?]                                                        |                                                                    |
| 2014 | «Танго нашей любви»                                     | Дигорский государственный драматический театр                                    | Художник-постановщик                                               |
| 2014 | «Тринадцать песен о любви»                              | Русский театр «Морошка»                                                          |                                                                    |
| 2015 | «Демон»                                                 | Северо-Осетинский театр оперы и балета                                           | Художник-сценограф                                                 |
| 2016 | «Медея»                                                 | Дигорский государственный драматический театр                                    | Художник по костюмам                                               |
| 2018 | «Аида»                                                  | Филиал Государственного академического Мариинского театра в Северной Осетии      | Художник по костюмам                                               |
| 2018 | «Портрет Дориана Грея»                                  | Филиал Государственного академического Мариинского театра в Северной Осетии      | Художник-постановщик или художник-сценограф и художник по костюмам |
| 2018 | «Белоснежка и семь гномов»                              | Детский музыкальный театр «Образ»                                                | Художник по костюмам                                               |
| 2019 | «Разыскивается принцесса»                               | Детский музыкальный театр «Образ»                                                | Художник по костюмам                                               |
| 2019 | «Аида»                                                  | Приморская сцена Мариинского театра                                              | Художник по костюмам                                               |
| 2020 | «Оратория о Святой Земле „Прощальный час в Иерусалиме“» | Крокус Сити холл                                                                 | Художник по костюмам                                               |
| 2021 | «Ночь перед Рождеством»                                 | Мариинский театр                                                                 | Художник по костюмам                                               |
| 2022 | «Демон»                                                 | Филиал Государственного академического Мариинского театра в Северной Осетии      | Художник-сценограф                                                 |

## Участие в выставках
| Дата | Название выставки            | Место проведения                                      |
| ---- | ---------------------------- | ----------------------------------------------------- |
| 2005 | «Молодые художники России»   | Москва, администрация Президента РФ                   |
| 2009 | «Театр в масштабе»           | Санкт-Петербург                                       |
| 2009 | «Театральное будущее России» | Ярославль                                             |
| 2009 | «Осень 2009»                 | Санкт-Петербург, организатор — Союз художников России |
| 2010 | «Театральная весна»          | Санкт-Петербург, организатор — Союз художников России |

## Реставрационная деятельность
| Годы | Реставрируемый объект                                 | Организация-реставратор                              |
| ---- | ----------------------------------------------------- | ---------------------------------------------------- |
| 2013 | Петропавловский собор, Санкт-Петербург                | реставрационная мастерская ООО «Карэ»                |
| 2013 | Морской собор святителя Николая Чудотворца, Кронштадт | художественно-реставрационная компания ООО «Вифания» |

## Рецензии, отзывы, критика
Премьерная постановка Мариинского театра «Ночь перед Рождеством», подготовленная под самый Новый 2009 год, из-за условий концертного зала не могла быть выполнена в полноценном театральном варианте. Поэтому постановщики спектакля, включая художника Варвару Егорову, задались придать ему максимально демократический характер, рассчитанный на самую широкую аудиторию. Александр Матусевич согласился, что костюмы, включая наряды царицы и традиционные малороссийские одежды массовки, полностью соответствуют почерпнутым из прочтения книг и просмотра старых фильмов традиционным представлениям о диканьских приключениях Гоголя.
В спектакле «Вальпургиева ночь» всё действие происходит в месте, похожем на лесную поляну; такое пространство было организовано с помощью трансформированного в полукруг задника, отсекшего привычные кулисы от сцены. С. Фишер отмечает, что глубоко прочувствовавшей замысел балетмейстера Варваре Чувиной удалось с помощью волшебных декораций сказочного леса и сказочных костюмов лесных нимф и духов создать претендующую на звание имперского балета зрелищную картину.
В спектакле «Вальпургиева ночь» Варваре Чувиной удалось создать нежные и современные, действительно волшебные декорации. Визуализация леса произведена с чувством, но кратко. Рита Кириллова высоко оценила и костюмы, несмотря на излишнюю сдержанность их цветовой гаммы костюмов.
Как отметила Гюляра Садых-заде, стиль «ретро» был придан «Станционному смотрителю» в постановке Мариинского театра, в том числе, благодаря костюмам, вполне исторически выполненным Варварой Чувиной
Будучи ещё только студенткой Академии театрального искусства, Варвара Чувина уже показала себя талантливым сценографом. Костюмы балета «Семь красавиц», хотя и дают поначалу некоторое ощущение оперной тяжеловатости (вместо балетной лёгкой свободной «полётности») и излишней многослойности, всё же больше доставляют удовольствие точным попаданием в необходимые этнографические образы. Нина Жиленко заметила, что эти костюмы были выполнены Варварой с большой любовью. Её декорации к упомянутому спектаклю впечатляют, хотя для усиления впечатлений и не хватило правильной работы художника по свету. Варвару особенно привлекает любая работа, связанная с музыкой. На этот выбор оказал влияние её преподаватель в Санкт-Петербургской академии театрального искусства, один из самых востребованных художников современного музыкального театра Вячеслав Окунев. Привычка работать в плотном графике, вызванная активной востребованностью, вдохновляет Варвару, придаёт ей силы. Экономить время помогает компьютер.
При постановке балета «Семь красавиц» Ринат Абушахманов практически ежедневно общался с Варварой Чувиной через скайп, поскольку она находилась в Петербурге, и всегда находил взаимопонимание. Он остался очень доволен сотрудничеством с двадцатипятилетней Варварой Чувиной, поскольку впервые ему не пришлось самому ломать голову над сценографией, нужно было лишь выбирать из множества вариантов эскизов костюмов и декораций, предлагаемых талантливой, обязательной и дотошной художницей.
Как отметил Александр Матусевич, выполненные Варварой Евчук для оперы «Аида» в постановке Северо-Осетинского филиала Мариинского театра костюмы в стиле великих нильских цивилизаций — египетской и пунтийской: у солистов — эстетичны, а у балета, миманса и хора — роскошны.
В прошедшей с аншлагом на сцене Концертного зала Мариинского театра мировой премьере балета «Портрет Дориана Грея», поставленном Северо-Осетинским филиалом Мариинского театра, Ольга Штраус особо отметила находку Варвары Евчук, когда висящий на заднике сцены гигантский портрет Дориана Грея вместо морщин и узлов вен постепенно закрывают похожие на падающие пиксели чёрные квадратики абсолютной пустоты.
Неоднократно участвовавшая в постановках Северо-Осетинского театра оперы и балета Варвара Евчук, как оценила её Лариса Гергиева, является талантливым художником, результаты её творчества находятся на достаточно высоком уровне и всегда интересны.
В спектакле «Демон» Северо-Осетинского филиала Мариинского театра необходимое по сюжету настроение, то праздничное, то таинственно-тревожное, подчёркивается выполненной Варварой Евчук лаконичной сценографией, находящейся в гармонии с оригинальной режиссёрской трактовкой оперы. Картины сценического действа, то яркие, то чёрно-белые, создаются выполненными художницей, несущими смысловую нагрузку, этнически точными, красивыми и богатыми костюмами, замечательными декорациями и расписанным вручную задником сцены.

## Награды, премии, членства
- персональная стипендия имени Н. П. Акимова.
- премия Правительства Санкт-Петербурга «Юные дарования».
- член Союза театральных деятелей России.